# South Doodle
South Doodle är ett berg i Antarktis. Det ligger i Östantarktis. Australien gör anspråk på området. Toppen på South Doodle är 877 meter över havet.
Terrängen runt South Doodle är platt åt sydost, men åt nordväst är den kuperad. Trakten är glest befolkad. Närmaste befolkade plats är Mawson Station, 19,1 kilometer norr om South Doodle. 